# 무라코촌
무라코촌(村岡村)은 후쿠이현 오노군에 설치되었던 촌이다. 현재의 가쓰야마시 가타야초 각 마을에 해당한다. 